# Нойенбюрг
Нойенбюрг (нем. Neuenbürg) — город в Германии, в земле Баден-Вюртемберг. 
Подчинён административному округу Карлсруэ. Входит в состав района Энц.  Население составляет 7518 человек (на 31 декабря 2010 года). Занимает площадь 28,17 км². Официальный код  —  08 2 36 043.
Город подразделяется на 4 городских района.

## Фотографии

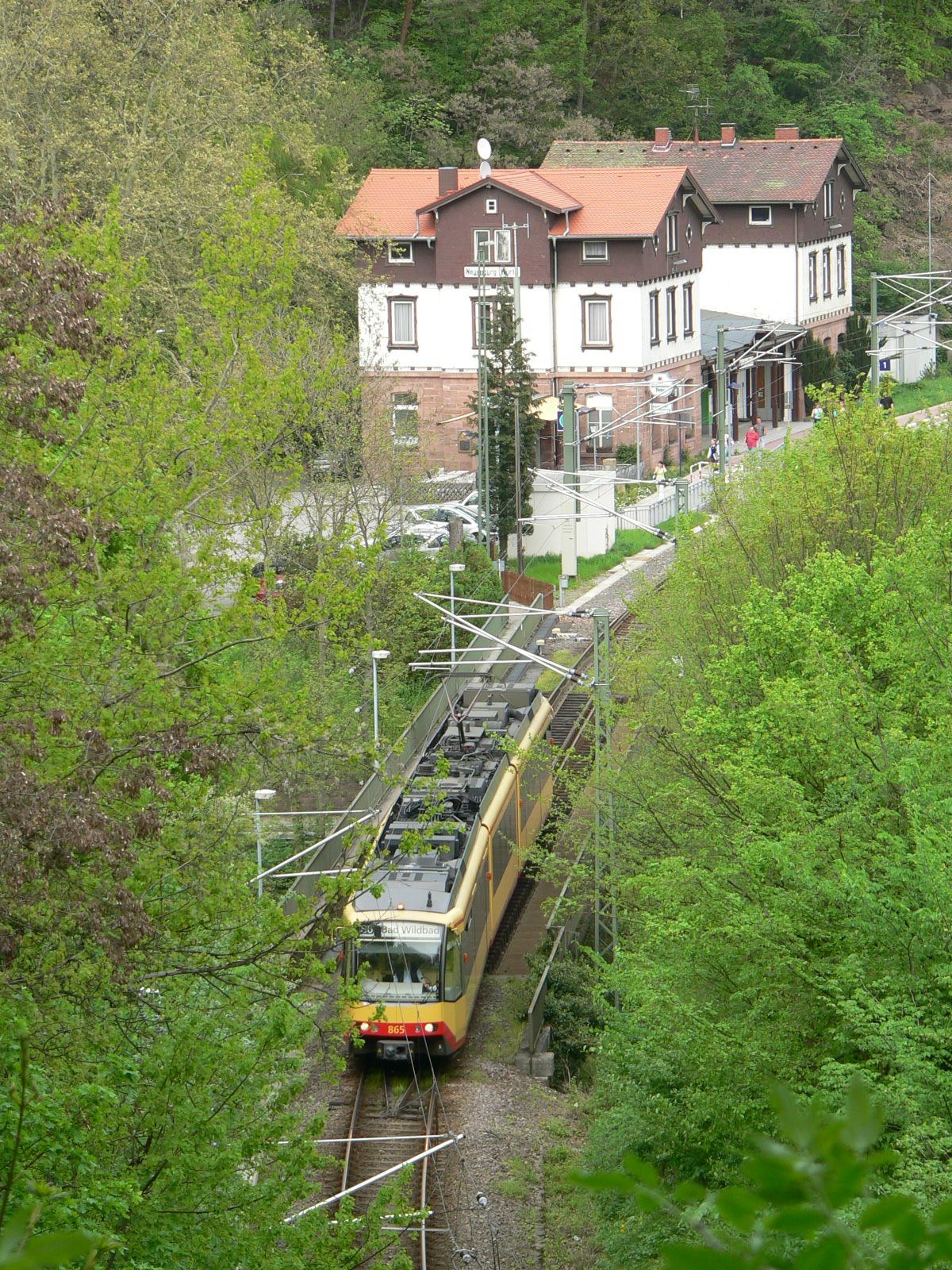
Вокзал
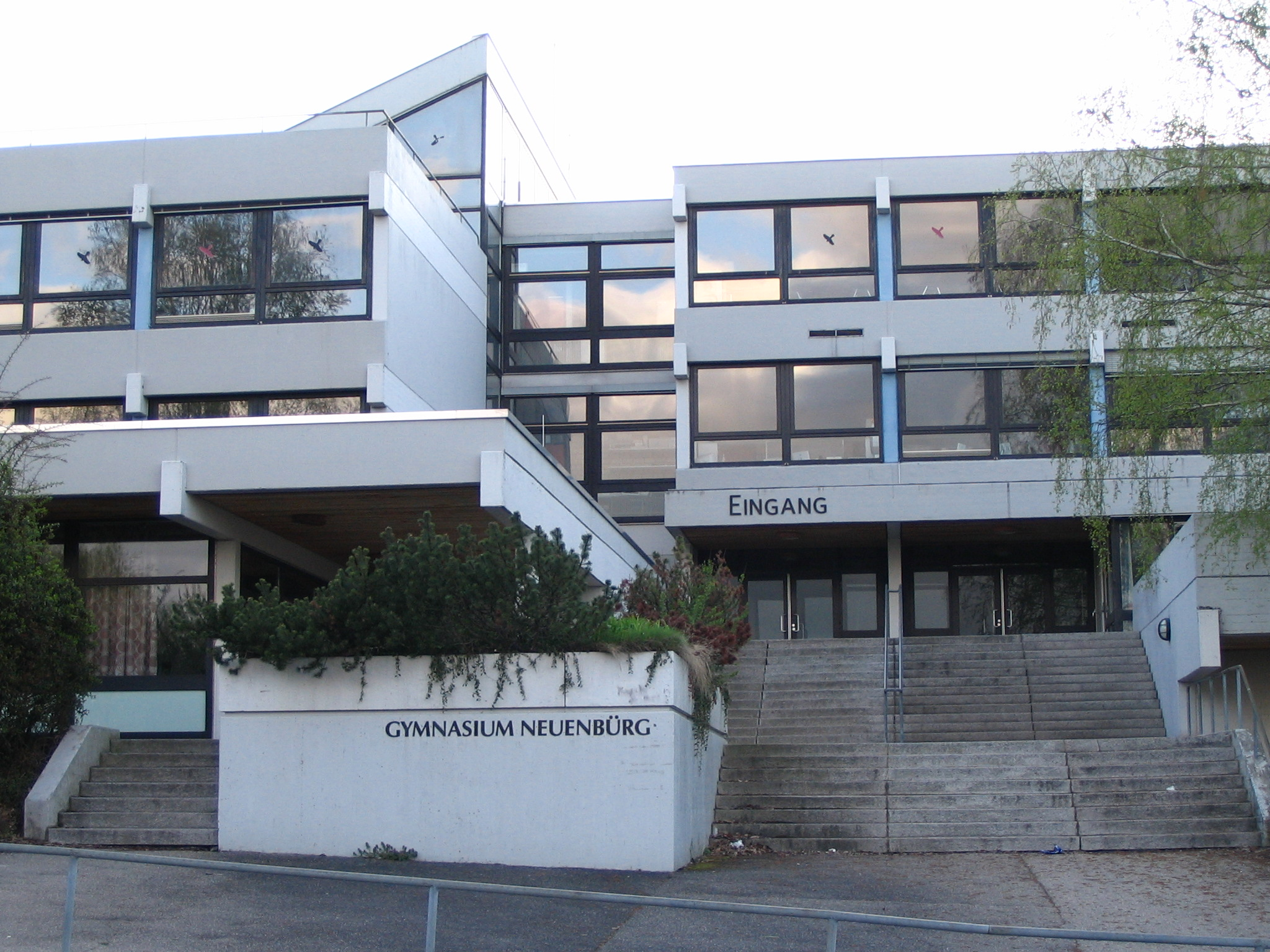
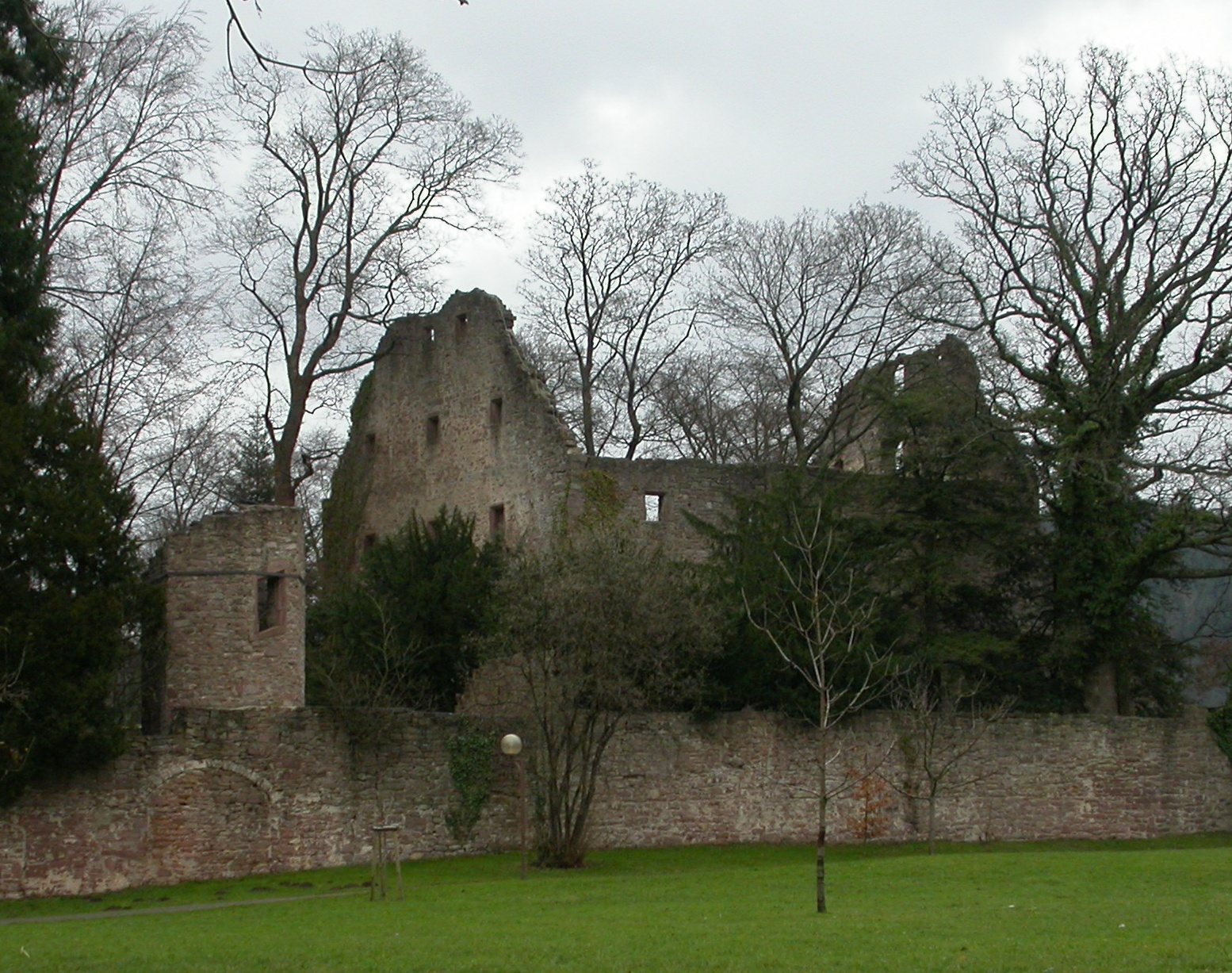
Замок